# 千宗左 (13代)
13代千宗左（せん そうさ、1901年1月27日 - 1979年8月29日）は、茶道表千家の家元。
京都府生まれ。12代惺斎千宗左の次男。即中斎。幼名は覚二郎、号に無尽・清友軒。慶應義塾大学文学部及び京都帝国大学史学選科卒。1936年、兄・不言斎が急逝、1937年、父・惺斎の死去のため、表千家13代家元を継ぐ。1949年、財団法人不審庵を設立。1973年、京都市文化功労者。1975年、表千家同門会を発足させ茶の普及につとめた。また不審庵伝来の「元伯宗旦文書」を公刊。1979年、死去。

## 著書
- 『即中茶記』河原書店 1949
- 『表千家茶の湯』主婦の友社 1957
- 『習事十三箇条』河原書店 1957
- 『表千家茶の湯全書』婦人画報社 1958
- 『茶の湯入門 現代人の茶の疑問にこたえる』主婦の友社 主婦の友新書 1964
- 『表千家』角川書店 1965
- 『表千家茶道十二か月』日本放送出版協会 1966
- 『茶の湯表千家』主婦之友社 1966
- 『お茶の四季』サンケイ新聞社出版局 1975

編纂
- 千宗旦『元伯宗旦文書』茶と美舎 1971